# Brekinja
Brekinja (cyr. Брекиња) – wieś w Bośni i Hercegowinie, w Republice Serbskiej, w gminie Kozarska Dubica. W 2013 roku liczyła 223 mieszkańców.